# Pagliacci (téléfilm)
Pour les articles homonymes, voir Pagliacci (homonymie).
Pour plus de détails, voir Fiche technique et Distribution.
Pagliacci est un téléfilm de 1982, réalisé par Franco Zeffirelli, adapté de l'opéra Pagliacci (Paillasse) de Ruggero Leoncavallo.
La bande son est réalisée par Georges Prêtre avec l'Orchestre et le Chœur du Teatro alla Scala de Milan. Elle a été publiée en 1984 par Philips Classics.

## Distribution
- Teresa Stratas : Nedda
- Placido Domingo : Canio
- Alberto Rinaldi : Silvio
- Juan Pons : Tonio
- Florindo Andreolli : Beppe